# 科比耶尔地区蒙特勒东
科比耶尔地区蒙特勒东（法語：Montredon-des-Corbières）是法国奥德省的一个市镇，属于纳博讷区（Narbonne）纳博讷西县（Narbonne-Ouest）。该市镇2009年时的人口为1,477人。

## 人口
科比耶尔地区蒙特勒东人口变化图示
| 数据来源：INSEE |